# Shōji Nishikawa
Pour les articles homonymes, voir Nishikawa (homonymie).
Shōji Nishikawa (西川 正治, Nishikawa Shōji), né le 5 décembre 1884 à Hachiōji dans la préfecture de Tokyo et mort le 5 janvier 1952, est un physicien japonais. Il s'est rapidement spécialisé dans la cristallographie.

## Distinctions
- Récipiendaire de l'ordre de la Culture en 1951[1]